# Margherita Beloch Piazzolla

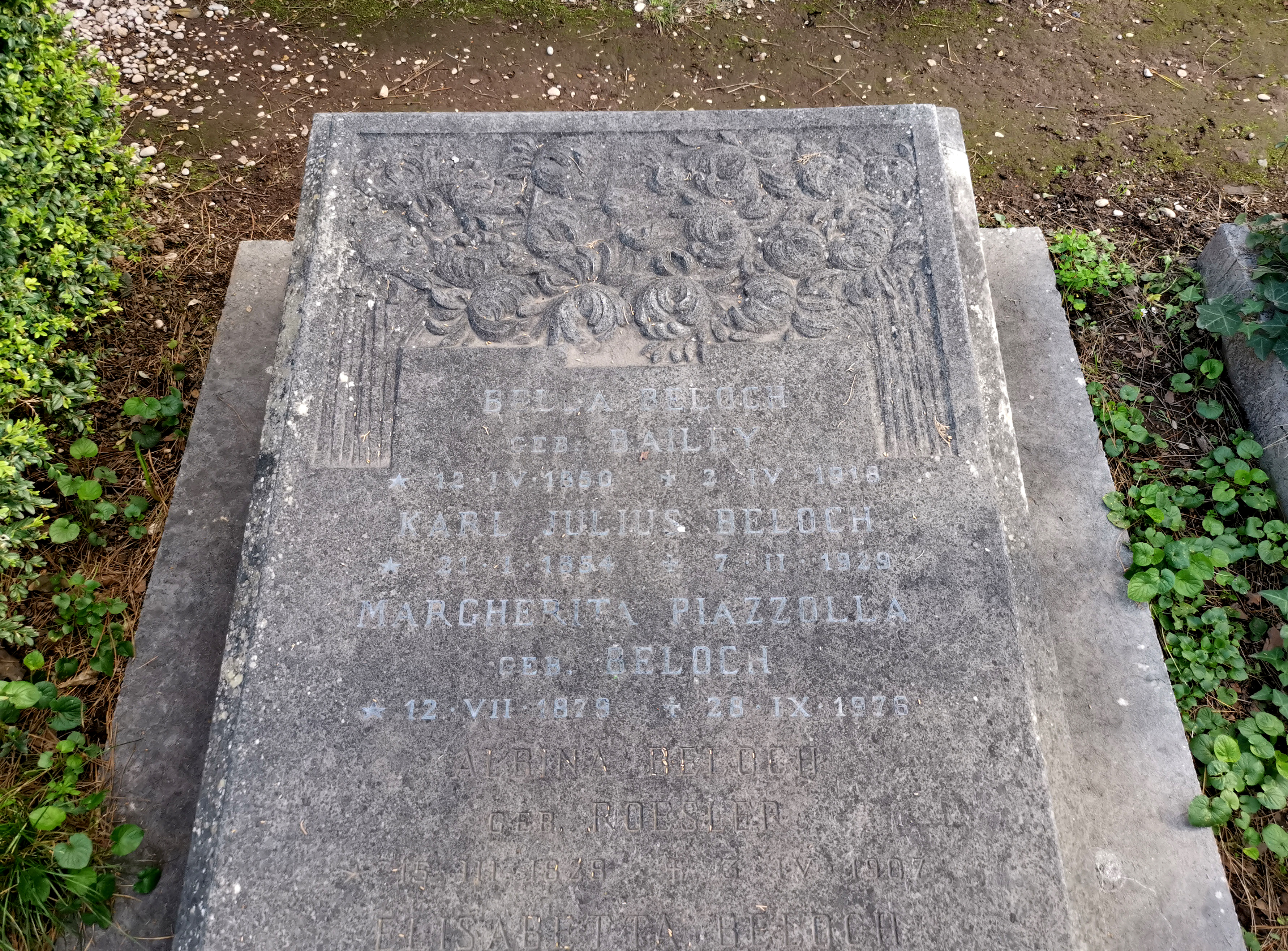
Grab auf dem Nichtkatholischen (Protestantischen) Friedhof Rom

Margherita Beloch Piazzolla (* 12. Juli 1879 in Frascati als Margherita Beloch; † 1976 in Rom) war eine italienische Mathematikerin, die sich mit Algebraischer Geometrie, Algebraischer Topologie und Photogrammetrie befasste.
Sie war eine Tochter des Althistorikers Karl Julius Beloch und der Amerikanerin Bella Bailey. Margherita Beloch studierte Mathematik an der Universität La Sapienza mit dem Laurea-Abschluss 1908 (Sulle trasformazioni birazionali nello spazio), lehrte an einer höheren Schule in Rom und war Assistentin von Guido Castelnuovo an der Universität. Ab 1919 war sie an der Universität Pavia und ab 1920 Assistentin von Michele De Franchis an der Universität Palermo, an der sie sich 1924 habilitierte. 1927 erhielt sie nach einem Wettbewerb den Lehrstuhl für Geometrie an der Universität Ferrara, an der sie bis zur Pensionierung 1955 blieb.
Sie befasste sich insbesondere mit Luftbild-Photogrammetrie, Röntgen-Photogrammetrie und topographischen Anwendungen der Photogrammetrie.

## Schriften
- Elementi di fotogrammetria terrestre ed aerea, Padua, Cedam, 1934
- Teoria diametrale delle curve algebriche piane, Ferrara, S.A.I.G., 1949
- Opere scelte: Fotogrammetria, geometria algebrica, topologia, veröffentlicht im Auftrag der Società italiana di fotogrammetria, Padua, CEDAM, 1967
- Sulla configurazione delle curve situate sopra quadriche e in particolare sulla configurazione delle curve algebriche sghembe col massimo numero dei circuiti, Roma, Tip. R. Accademia Dei Lincei, 1913
- Sulle superficie iperellittiche di rango 3, Roma,  R. Accademia Dei Lincei, 1931